# Серафима (ім'я)
Серафима ― (від івр. одн. שְׂרָפִים‎, мн. שָׂרַ) жіноче ім'я, що має релігійне коріння і походить зі староєврейської мови, де означає «вогненний, палаючий». У Біблії серафимами називали ангелів з трьома парами крил, найбільш наближених до Бога. Ім'я шанується як католицькою, так і православною церквами, і сходить до мучениці Серафими Римської.

## Іменини
15 січня та 11 серпня.

## Форми імені

### Зменшено-лагідний варіант
Серафимочка, Серафимушка, Серафимонька, Серафимчик, Фімочка, Фимушка, Фимчик, Симочка, Симонька, Симушка, Симуля, Симуня, Симуша.

### Скорочена форма
Серафимка, Фіма, Фимко, Сіма, Симка.

### Церковна форма
Серафима.

## Відомі особистості
- Серафима Яблочкіна (1842–1898) ― драматична акторка;
- Серафима Огарьова (1988 р.н.) ― російська акторка театру і кіно;
- Серафима Агафонова (1939 р.н.) ― майстер машинного доїння, Герой Соціалістичної Праці;
- Серафима Шлапоберська (1921–2007) ― перекладачка, літературознавець;
- Серафима Бірман (1890–1976) ― акторка театру і кіно, режисер;
- Серафима Люлякина (1922 — ?) ― ерзянська оповідачка, письменниця.[1][6]